# Liste des sites Ramsar de Djibouti
Cet article recense les zones humides de Djibouti concernées par la convention de Ramsar.

## Statistiques
La convention de Ramsar est entrée en vigueur à Djibouti le 22 mars 2003.
En janvier 2020, le pays compte 1 site Ramsar, couvrant une superficie de 30 km2.

## Liste
| Site            | Région | Notes | Date         | Superficie (km²) | Altitude (m) | Identifiant Ramsar | Identifiant WDPA | Coordonnées                       | Photo |
| --------------- | ------ | ----- | ------------ | ---------------- | ------------ | ------------------ | ---------------- | --------------------------------- | ----- |
| Haramous-Loyada | Arta   |       | 22 mars 2003 | 30,00            |              | 1239               | 900787           | 11° 34′ 59″ nord, 43° 09′ 00″ est |       |